# Tony Kaye
Tony Kaye (Londres, 8 de juliol de 1952) és un director britànic de cinema, documentals, publicitat i vídeos musicals.

## Biografia
Provinent del món de la publicitat, el director anglès Tony Kaye arribà al cinema de forma tardía, a mitjans dels anys noranta. Realitzà en primer lloc diversos coneguts videoclips musicals com "Runaway Train" de Soul Asylum, "Dani California" de Red Hot Chili Peppers, "What God Wants" de Roger Waters i "Help Me" i "God's Gonna Cut You Down" de Johnny Cash. Fou nominat sis vegades als premis Grammy com a director de vídeo.
El seu debut al cinema arribà amb American History X (1998), un drama cru sobre el racisme protagonitzat per Edward Norton i Edward Furlong. No obstant, va repudiar el muntatge final de la pel·lícula al no estar d'acord amb la seva qualitat i intentà sense èxit treure el seu nom dels títols de crèdit:
«Jo havia fet una pel·lícula intensa i ràpida de 95 minuts, un diamant en brut. I la versió que van fer ells estava plagada d'escenes en què tots ploraven en braços d'altres. I, per suposat, Edward Norton s'havia donat generosament més temps a la pantalla a si mateix.»
Pero el muntatge final fou enaltit per la crítica i Norton fou nominat als Oscar com a millor actor per la seva interpretació a la pel·lícula. Tanmateix, un cop entregat el seu muntatge original a temps i dins del pressupost, aquesta batalla per obtenir el control artístic del film gairebé destrueix la carrera de Kaye a Hollywood, ja que es va enfrontar a la productora New Line Cinema gastant cent mil dòlars de la seva pròpia butxaca en 35 anuncis a pàgina completa en la premsa especialitzada de Hollywood que denunciaven a Norton y al productor amb tot tipus de cites, que incloïen des de John Lennon a Abraham Lincoln. Fins i tot assistí a una reunió amb la productora en què (per facilitar les negociacions) vingué acompanyat d'un sacerdot catòlic, un rabí i un monjo tibetà. A més, demanà un any per refer la pel·lícula i volà al Carib per què el poeta Derek Walcott reescrigués el guió. Per acabar, quan el Sindicat de Directors es negà a que el seu nom desaparegués dels títols de crèdit, exigí que s'escrivís el nom de "Humpty Dumpty" com a director i presentà una demanda de 200 milions de dòlars quan se'l va respondre amb una negativa.
La segona pel·lícula de Kaye li costà 18 anys i fou un documental anomenat Lake of Fire, el debat del qual girava en torn l'avortament als Estats Units. Inaugurà el Festival de cinema de Toronto al setembre de 2006 y fou nominat a un Oscar i als premis a la millor pel·lícula documental al festival Independent Spirit, als Chicago Film Critics Association i als Premis Satellite.
El seu tercer llargmetratge fou Black Water Transit (2010), protagonitzada per Laurence Fishburne, Karl Urban, Evan Ross, Brittany Snow i Stephen Dorff. Al caure en fallida la productora durant el rodatge, la pel·lícula quedà inacabada.
La seva quarta pel·lícula, Detachment (2011), és protagonitzada per Adrien Brody i la propia filla del matrimoni del director amb l'actriu i productora Yan Lin Kaye, Betty Kaye: es tracta d'un drama molt emotiu sobre la decadència del sistema educatiu nord-americà. Rebé el Premi Internacional de la Crítica i el Premi Revelació al Festival de cinema de Deauville, el Premi del Públic al Festival Internacional de cinema de Sao Paulo, el Premi a la millor contribució artística al Festival de cinema de Tòquio i el Premi d'Honor Maverick com a director al Festival de cinema de Woodstock, tots l'any 2011.
El 24 de gener de 2016 Kaye anuncià a Facebook que dirigirá el guió de Joe Vinciguerra Stranger Than The Wheel, «un drama sobre la solitud, la alienació i l'alcoholisme». La seva següent pel·lícula compta amb Shia LaBeouf i potencialment Alec Baldwin, i tracta sobre un jove que revisita el seu passat i la seva relació amb un pare abusador.
Ha dirigit el curtmetratge This Is Not Sex, protagonitzat per Seth Rogen i Elizabeth Banks i publicà un llibre amb el seu treball artístic, titulat Epicomedy.

## Filmografia
- American History X (1998)
- Snowblind (2004)
- Lake of Fire (2006) (documental)
- Lobby Lobster (2007)
- This is Not Sex (2008) (cortometraje)
- Black Water Transit (2009)
- Detachment (2011)
- Humpty Dumpty (2016) (documental)[2]